# Trattato di Butre
Il Trattato di Butre tra i Paesi Bassi e gli Ahanta venne siglato a Butre, nella Costa d'Oro olandese il 27 agosto 1656. Il trattato regolò la giurisdizione dei Paesi Bassi e della Compagnia olandese delle Indie occidentali sulla città di Butre e sull'area circostante dell'Alto Ahanta, creando un protettorato olandese nell'area. Il trattato perdurò sino all'abbandono della Costa d'Oro da parte degli olandesi nell'aprile del 1872.

## Antefatto
Il regno Ahanta, corrispondente all'attuale regione occidentale del Ghana, era una potenza rilevante all'interno della confederazione di capi che ebbero i primi contatti con i coloni europei della Costa d'Oro che qui si portarono inizialmente per scopi commerciali.
Nel bel mezzo del XVII secolo la Compagnia olandese delle Indie occidentali e la Compagnia dell'Africa svedese erano entrambe in competizione nell'area di Ahanta per il predominio commerciale. Gli olandesi disponevano di un loro residente ad Axim sin dal 1642, gli svedesi lo avevano a Butre dal 1650. Le potenze europee scelsero quindi di allearsi con i capi di diverse tribù africane per ottenere il predominio nell'area.
Nel loro sforzo di spodestare gli svedesi da Butre, gli olandesi conclusero una serie di alleanze tattiche coi capi degli Ahanta e Encasser.
Dopo che gli olandesi riuscirono a scacciare da Butre gli svedesi, il direttore generale della Compagnia olandese delle Indie occidentali, con quartier generale al Castello di Elmina, al centro della Costa d'Oro, decise che sarebbe stato utile negoziare un trattato con i capi locali per stabilire una pace a lungo termine e delle relazioni amichevoli. I capi Ahanta trovarono a loro volta beneficio da tale accordo. Il trattato del 1656 siglò la definitiva influenza degli europei sull'area, almeno sino al 1872.
Il trattato ed i termini del protettorato diedero prova di essere particolarmente stabili, in gran parte perché gli olandesi non avevano alcuna intenzione di interferire nella politica interna degli Ahanta. Essi chiesero comunque il permesso di tenere la città di Butre, dove costruirono un forte (Fort Batenstein). Il trattato è oggi inteso dagli stoici più come un trattato di amicizia e cooperazioni piuttosto che un vero e proprio protettorato. Gli olandesi infatti lavorarono a stretto contatto coi capi locali, la cui capitale si trovava nel vicino villaggio di Busua.
Nel 1837 il re Ahanta, Baidoo Bonsoe II (Badu Bonsu II), si ribellò al governo olandese ed uccise diversi ufficiali, incluso il governatore in carica Hendrik Tonneboeijer. Il governo olandese sfruttò il trattato come base per un'azione militare e venne inviato un corpo di spedizione militare nel territorio degli Ahanta. Nella guerra che seguì, re Baidoo Bonsoe II venne ucciso. Gli olandesi riorganizzarono lo stato Ahanta dopo la ribellione, nominando il capo di Butre come reggente e mantenendo lo stato sotto stretto controllo militare.
Quando gli olandesi trasferirono i loro possedimenti nella Costa d'Oro agli inglesi il 6 aprile 1872, il trattato del 1656 era ancora in essere ed aveva regolato le relazioni tra olandesi e Ahanta per 213 anni. Il trattato fu uno dei più antichi e uno dei più duraturi instaurati tra uno stato africano e una potenza europea.
Col possedimento olandese, gli inglesi ottennero anche tutte le obbligazioni legali a cui gli olandesi si erano prestati, inclusi tutti i trattati ed i contratti in essere. Dopo il trasferimento gli inglesi iniziarono ad applicare la loro politica nella Costa d'Oro, strategia a cui gli Ahanta si opposero, col risultato che alcune navi della Royal Navy bombardarono la città di Butre nel 1873 per ottenere la loro sottomissione. Nel 1874 dichiarò l'intera Costa d'Oro ed il territorio degli Ahanta come colonia della Corona britannica, ponendo così de jure e de facto fine a tutte le forme di obblighi diplomatici e legali esistenti.

## Contenuto

### Titolo
Il trattato ha per titolo "Dedicazione dell'Alto Ahanta e Butre" (Opdracht van Hooghanta ende Boutry), che indica da subito la natura stessa del contratto, che stabilisce nominalmente un protettorato.

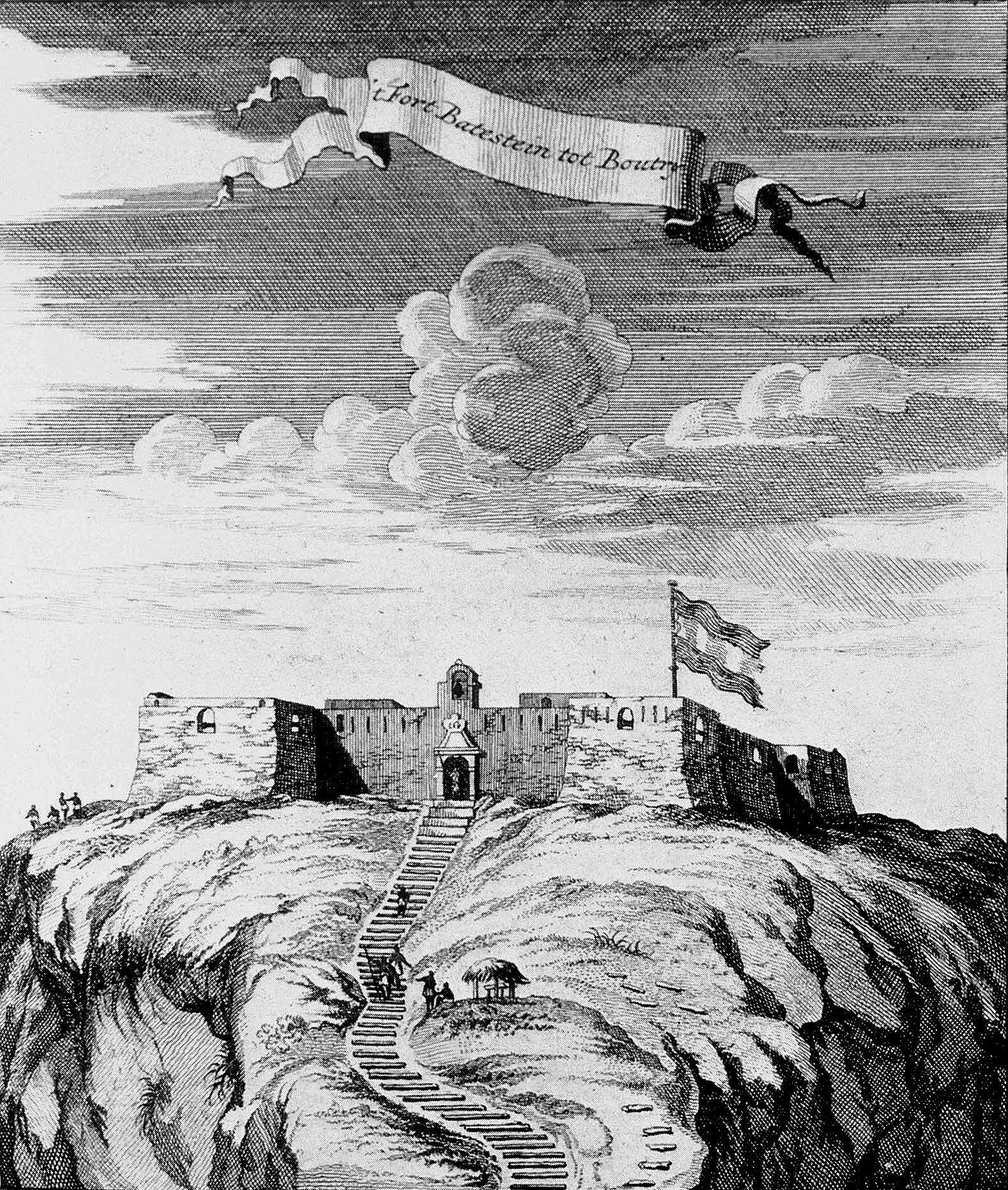
Fort Batenstein a Butre, il quartier generale olandese nel territorio degli Ahanta (Costa d'Oro olandese), in una litografia del 1709.

### Luogo e data
Il trattato venne siglato sia dagli ahanta che dagli olandesi a Butre il 27 agosto 1656 ed ebbe effetto immediato.

### Parti contraenti
Le parti firmatarie per parte olandese furono: la Compagnia olandese delle Indie occidentali, per sé stessa, rappresentata dal suo direttore generale, il quale rappresentava anche gli Stati Generali, l'entità sovrana della Repubblica Olandese. I firmatari materiali furono Eduard Man e Adriaan Hoogenhouck, commissari al servizio della Compagnia olandese.
Per gli Ahanta il trattato venne firmato da Cubiesang, Aloiny, Ampatee e Maniboy, "capi del regno Anta". Questi furono inoltre firmatari del trattato assieme a Ladrou, Azizon, Guary ed a Acha. Harman van Saccondé, Menemé e Rochia, "captitano di Boutry" vengono menzionati come parti aggiunte nel trattato con Tanoe.

### Termini
Secondo i termini del trattato, gli Ahanta dichiaravano di voler mantenere buone relazioni con gli olandesi già stabilitisi ad Axim, e nel contempo concedevano al direttore generale di Elmina di portarsi a Butre dove "accettare il possedimento che gli viene offerto". Gli Ahanta si posero sotto la protezione sia degli Stati Generali della Repubblica Olandese, sia della Compagnia olandese delle Indie occidentali. Tutto questo fu possibile ovviamente solo grazie al permesso che gli olandesi ottennero di fortificar e difendere i luoghi sotto il loro protettorato, mantenendo così gli Ahanta lontani dal pericolo della guerra.